# Cừu Trì
Cừu Trì (tiếng Trung: 仇池; bính âm: Chóuchí) là một chế độ cai trị địa phương của người Đê tại khu vực nay là tỉnh Cam Túc vào thời Ngũ Hồ thập lục quốc và Nam-Bắc triều trong lịch sử Trung Quốc.

## Lịch sử
Bắt đầu thế kỷ thứ 3, Dương Đằng (楊騰), thủ lĩnh của Bạch Hạng Đê (白項氐, nghĩa đen là người Đê cổ trắng) đã chiếm cứ khu vực đông nam của tỉnh Cam Túc ngày nay, tại thượng du Hán Thủy. Những thuộc hạ ông là Dương Câu (楊駒) và Dương Thiên Vạn (楊千萬) đã triều cống cho triều đại Tào Ngụy và được ban cho tước vương (王).
Dương Phi Long (楊飛龍) đã dời trung tâm của địa hạt Cừu Trì về Lược Dương, tại đây, những người kế vị của ông là Dương Mậu Sưu (楊茂捜) đã cai trị như một quốc vương độc lập vào đầu thế kỷ thứ 4. Quân Cừu Trì thường đi cướp bóc các vùng lãnh thổ tại Trung Nguyên ở phía đông và bắt những người dân ở đây, song trên một phương diện khác quân của Đông Tấn và Tiền Triệu cũng đã lấy đi dân cư của Cừu Trì. Năm 322, Dương Nan Địch (楊難敵) phải chịu một thất bại trước Tiền Triệu và bị giáng làm Vũ Đô vương (武都王) và Cừu Trì công (仇池公). Những năm sau đó, Cừu Trì đã chứng kiến nhiều cuộc đấu tranh nội bộ giữa gia tộc họ Dương và một số người tiếm quyền. Dưới triều Tấn, những người cai trị Cừu Trị đã không được xem là thứ sử hay tháu thú của vùng họ cai quản.
Năm 371 Phù Kiện, vua nước Tiền Tần đã tiến đánh Cừu Trì, bắt được thủ lĩnh Dương Soán (楊篡) và chấm dứt thời kỳ Tiền Cừu Trì.
Dương Định (楊定), một chắt của Dương Mậu Sưu và là cháu nội của Phù Kiện, đã phục hồi lại Cừu Trì vào năm 385 với kinh đô đặt tại Lịch Thành (歷城). Em trai của Dương Định là Dương Thịnh (楊盛) đã chinh phạt được vùng Lương Châu (梁州) ở thượng du Hán Thủy, và tự xưng là thứ sử của nhà Tấn. Các nỗ lực của Cừu Trì để chiếm vùng mà nay là Tứ Xuyên đã thất bại, song Cừu Trì đã kiểm soát được một phần rất lớn các vùng nay là đông Cam Túc và nam Thiểm Tây.
Sau năm 443, các thủ lĩnh của Cừu Trì chỉ còn là những người cai trị bù nhìn do Bắc Ngụy kiểm soát. Năm 580, thủ lĩnh người Đê là Dương Vĩnh An trợ giúp tổng quản Ích Châu của Bắc Chu là Vương Khiêm (王谦) khởi binh hăm dọa quyền thần Dương Khiêm, bị Dương Khiêm phái binh tiêu diệt, người dân bộ lạc lưu lạc khắp các xứ, người Đê dần dần biến mất. Các sử gia thường nói về Cừu Trì ngũ quốc (仇池五國): Tiền Cừu Trì (前仇池, Hậu Cừu Trì (後仇池), Âm Bình (陰平), Vũ Đô (武都), và Vũ Hưng (武興).

## Vua Cừu Trì
| Thụy hiệu                                                 | Danh tính                  | Thời gian cai trị/cai quản | Niên hiệu                 |
| --------------------------------------------------------- | -------------------------- | -------------------------- | ------------------------- |
| Tiền Cừu Trì (cuối thế kỷ 2-371)                          |                            |                            |                           |
|                                                           | Dương Đằng (楊騰)          | cuối 184 - 210             |                           |
|                                                           | Dương Câu (楊駒)           | 210 - 230                  |                           |
|                                                           | Dương Thiên Vạn (楊千萬)   | 230 - 263                  |                           |
|                                                           | Dương Phi Long (楊飛龍)    | 263 - 296                  |                           |
|                                                           | Dương Mậu Sưu (楊茂搜)     | 296 - 317                  |                           |
|                                                           | Dương Nan Địch (楊難敵)    | 317-334                    |                           |
|                                                           | Dương Nghị (楊毅)          | 334-337                    |                           |
|                                                           | Dương Sơ (楊初)            | 337-355                    |                           |
|                                                           | Dương Quốc (楊國)          | 355-356                    |                           |
|                                                           | Dương Tuấn (楊俊)          | 356-360                    |                           |
|                                                           | Dương Thế (楊世)           | 360-370                    |                           |
|                                                           | Dương Soán (楊篡)          | 370-371                    |                           |
| Hậu Cừu Trì (385-443)                                     |                            |                            |                           |
| Vũ Vương                                                  | Dương Định (楊定)          | 385-394                    |                           |
| Huệ Văn Vương                                             | Dương Thịnh (楊盛)         | 394-425                    |                           |
| Hiếu Chiêu Vương                                          | Dương Huyền (楊玄)         | 425-429                    |                           |
|                                                           | Dương Bảo Tông (楊保宗)    | 429 và 443                 |                           |
|                                                           | Dương Nan Đang (楊難當)    | 429-441                    | Kiến Nghĩa (建義) 436-440 |
|                                                           | Dương Bảo Sí (楊保熾)      | 442-443                    |                           |
| Vũ Đô Quốc                                                |                            |                            |                           |
|                                                           | Dương Văn Đức (楊文德)     | 443-454                    |                           |
|                                                           | Dương Nguyên Hòa (楊元和)  | 455-466                    |                           |
|                                                           | Dương Tăng Tự (楊僧嗣)     | 466-473                    |                           |
|                                                           | Dương Văn Độ (楊文度)      | 473-477                    |                           |
| Vũ Hưng Quốc                                              |                            |                            |                           |
| Văn Vương                                                 | Dương Văn Hoằng (楊文弘)   | 477-482                    |                           |
| Thuận Vương                                               | Dương Hậu Khởi (楊後起)    | 482-486                    |                           |
| An Vương                                                  | Dương Tập Thủy (楊集始)    | 482-503                    |                           |
| Quan Vương                                                | Dương Thiệu Tiên (楊紹先)  | 503-506, 534-535           |                           |
| Huệ Vương                                                 | Dương Trí Tuệ (楊智慧)     | 535-545                    |                           |
| Lý Vương                                                  | Dương Tịch Tà (楊辟邪)     | 545-553                    |                           |
| Chú ý: Dương Trí Huệ và Dương Tịch Tà có thể là một người |                            |                            |                           |
| Âm Bình Quốc 477- giữa thế kỷ 6                           |                            |                            |                           |
|                                                           | Dương Quảng Hương (楊廣香) | 477-483?                   |                           |
|                                                           | Dương Quýnh (楊炯)         | 483-495                    |                           |
|                                                           | Dương Sùng Tổ (楊崇祖)     | 495-trước 502              |                           |
|                                                           | Dương Mạnh Tôn (楊孟孫)    | trước 502-511              |                           |
|                                                           | Dương Định (楊定)          | 511- ?                     |                           |
|                                                           | Dương Thái Xích (楊太赤)   | 542-564                    |                           |
|                                                           | Dương Pháp Thâm (楊法深)   | 564-580                    |                           |